# La Quinte
La Quinte est une commune française, située dans le département de la Sarthe en région Pays de la Loire, peuplée de 805 habitants (les Quintois).
La commune fait partie de la province historique du Maine, et se situe dans la Champagne mancelle.

## Géographie

### Lieux-dits et écarts
- la Brosse,
- le Mautouchet, le Petit Mautouchet, le Grand Mautouchet
- la Huberdière,
- la Boulaie,
- les Aulnais,
- la Chevalerie.
- la Maillocherie
- la Besnerie
- Bois Franchet
- la Roseraie
- la Barre

### Communes limitrophes
| Cures, Neuvy-en-Champagne | Cures               | Cures, Degré        |
| Coulans-sur-Gée           | La Quinte           | Degré               |
| Coulans-sur-Gée           | Chaufour-Notre-Dame | Chaufour-Notre-Dame |

### Climat
Pour des articles plus généraux, voir Climat des Pays de la Loire et Climat de la Sarthe.
En 2010, le climat de la commune est de type climat océanique dégradé des plaines du Centre et du Nord, selon une étude du CNRS s'appuyant sur une série de données couvrant la période 1971-2000. En 2020, Météo-France publie une typologie des climats de la France métropolitaine dans laquelle la commune est exposée à un climat océanique et est dans la région climatique  Moyenne vallée de la Loire, caractérisée par une bonne insolation (1 850 h/an) et un été peu pluvieux. 
Pour la période 1971-2000, la température annuelle moyenne est de 11 °C, avec une amplitude thermique annuelle de 14,3 °C. Le cumul annuel moyen de précipitations est de 735 mm, avec 12 jours de précipitations en janvier et 7 jours en juillet. Pour la période 1991-2020, la température moyenne annuelle observée sur la station météorologique de Météo-France la plus proche, sur la commune du Mans à 13 km à vol d'oiseau, est de 12,4 °C et le cumul annuel moyen de précipitations est de 693,4 mm,. Pour l'avenir, les paramètres climatiques de la commune estimés pour 2050 selon différents scénarios d'émission de gaz à effet de serre sont consultables sur un site dédié publié par Météo-France en novembre 2022.

## Urbanisme

### Typologie
Au 1er janvier 2024, La Quinte est catégorisée commune rurale à habitat dispersé, selon la nouvelle grille communale de densité à sept niveaux définie par l'Insee en 2022.
Elle est située hors unité urbaine. Par ailleurs la commune fait partie de l'aire d'attraction du Mans, dont elle est une commune de la couronne,. Cette aire, qui regroupe 144 communes, est catégorisée dans les aires de 200 000 à moins de 700 000 habitants,.

### Occupation des sols
L'occupation des sols de la commune, telle qu'elle ressort de la base de données européenne d’occupation biophysique des sols Corine Land Cover (CLC), est marquée par l'importance des territoires agricoles (90,2 % en 2018), en augmentation par rapport à 1990 (88,5 %). La répartition détaillée en 2018 est la suivante : 
terres arables (63 %), prairies (17,8 %), zones agricoles hétérogènes (9,4 %), zones urbanisées (6,8 %), forêts (1,8 %), espaces verts artificialisés, non agricoles (1,2 %). L'évolution de l’occupation des sols de la commune et de ses infrastructures peut être observée sur les différentes représentations cartographiques du territoire : la carte de Cassini (XVIIIe siècle), la carte d'état-major (1820-1866) et les cartes ou photos aériennes de l'IGN pour la période actuelle (1950 à aujourd'hui).

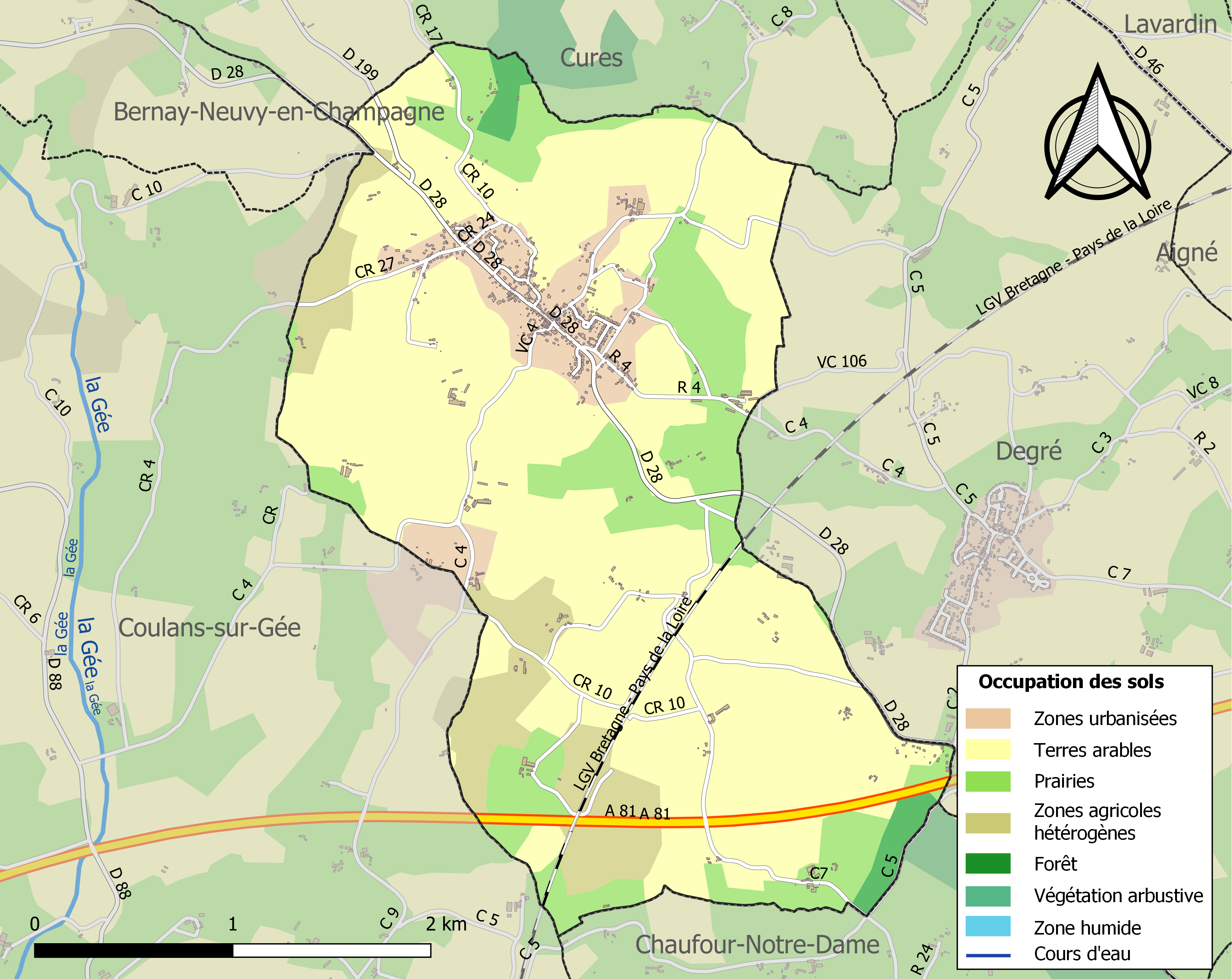
Carte des infrastructures et de l'occupation des sols de la commune en 2018 (CLC).

## Toponymie
Du latin quintam (leucam ), « la cinquième lieue », qui devait s'appliquer à toutes les villas dans un rayon de cinq lieues gauloises autour du Mans. On trouve ainsi le pluriel les Quintes pour nommer les trente-sept paroisses formant la banlieue du Mans, parmi lesquelles La Quinte[réf. nécessaire].

## Histoire
L'ancien nom de la paroisse était « Notre Dame de la Quinte ». Cette Quinte représentait un territoire ecclésiastique compris dans un rayon de cinq lieues autour de la cathédrale du Mans. Les habitants de la Quinte payent des impôts aux marquis de Lavardin (Sarthe) dès le XVIe siècle.
Les premières écoles de La Quinte datent de 1773, c'est-à-dire plus d'un demi-siècle avant que l'État déclare obligatoire la création d'une école de garçons dans toutes les communes de plus de 500 habitants.
Au XVIIIe siècle, ce sont les curés des villages qui fondent les premières écoles dans lesquelles ils surveillent et contrôlent les enseignants et l'enseignement.
À La Quinte, c'est le curé Lejoyant qui fonde le 21 novembre 1773 non seulement les écoles de garçons mais aussi, ce qui est très étonnant pour cette époque, les écoles de filles.

## Politique et administration
| Période                                  | Période      | Identité              | Étiquette | Qualité            |
| ---------------------------------------- | ------------ | --------------------- | --------- | ------------------ |
| 1850                                     |              | Mathurin Boudvin      |           |                    |
| 1898                                     |              | de Boutiny            |           |                    |
| ?                                        | mars 2001    | Lucien Cosnet         |           |                    |
| mars 2001                                | mars 2008    | Gilles Barré          |           |                    |
| mars 2008                                | juillet 2020 | Christian Devaux      | SE        |                    |
| juillet 2020                             | En cours     | Jean-Jacques Oreiller | SE        | Comptable retraité |
| Les données manquantes sont à compléter. |              |                       |           |                    |

Le conseil municipal est composé de quinze membres dont le maire et quatre adjoints.

## Population et société

### Démographie
L'évolution du nombre d'habitants est connue à travers les recensements de la population effectués dans la commune depuis 1793. Pour les communes de moins de 10 000 habitants, une enquête de recensement portant sur toute la population est réalisée tous les cinq ans, les populations de référence des années intermédiaires étant quant à elles estimées par interpolation ou extrapolation. Pour la commune, le premier recensement exhaustif entrant dans le cadre du nouveau dispositif a été réalisé en 2008.
En 2022, la commune comptait 805 habitants, en évolution de +2,68 % par rapport à 2016 (Sarthe : −0,25 %, France hors Mayotte : +2,11 %).
| 1793 | 1800 | 1806 | 1821 | 1831 | 1836 | 1841 | 1846 | 1851 |
| ---- | ---- | ---- | ---- | ---- | ---- | ---- | ---- | ---- |
| 544  | 544  | 595  | 715  | 730  | 710  | 715  | 719  | 710  |

| 1856 | 1861 | 1866 | 1872 | 1876 | 1881 | 1886 | 1891 | 1896 |
| ---- | ---- | ---- | ---- | ---- | ---- | ---- | ---- | ---- |
| 655  | 662  | 645  | 606  | 600  | 522  | 519  | 539  | 542  |

| 1901 | 1906 | 1911 | 1921 | 1926 | 1931 | 1936 | 1946 | 1954 |
| ---- | ---- | ---- | ---- | ---- | ---- | ---- | ---- | ---- |
| 549  | 516  | 504  | 444  | 500  | 487  | 427  | 458  | 470  |

| 1962 | 1968 | 1975 | 1982 | 1990 | 1999 | 2006 | 2008 | 2013 |
| ---- | ---- | ---- | ---- | ---- | ---- | ---- | ---- | ---- |
| 507  | 461  | 448  | 467  | 505  | 636  | 778  | 818  | 801  |

| 2018 | 2022 | - | - | - | - | - | - | - |
| ---- | ---- | - | - | - | - | - | - | - |
| 770  | 805  | - | - | - | - | - | - | - |

### Sports
L'Union sportive régionale de La Quinte fait évoluer deux équipes de football en divisions de district.

## Culture locale et patrimoine

### Lieux et monuments

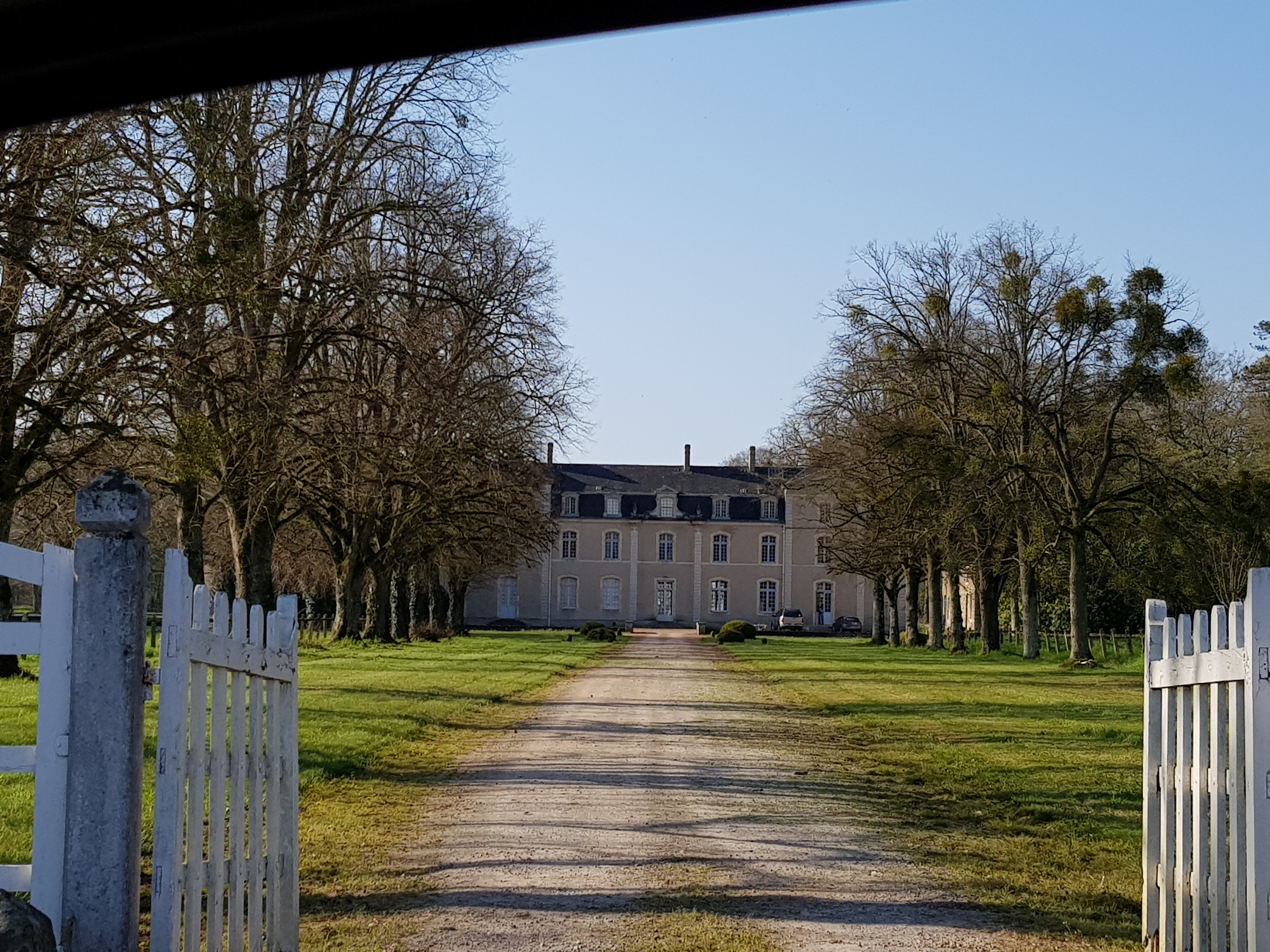
Le château d'Eporcé.

- Château d'Eporcé des XVe, XVIIe, XIXe et XXe  siècles, avec chapelle, inscrits au titre des monuments historiques[25].
- Église Notre-Dame-de-la-Visitation.
- Calvaire-reposoir de 1763 ; christ en croix entouré de la Vierge et de saint Jean.
- Manoir La Roselle, du XVe siècle.